# Eustiromastix intermedius
Eustiromastix intermedius är en spindelart som beskrevs av Galiano 1979. Eustiromastix intermedius ingår i släktet Eustiromastix och familjen hoppspindlar. Inga underarter finns listade i Catalogue of Life.